# James McClelland
James Lloyd (Jay) McClelland (Cambridge, 1º dicembre 1948) è uno psicologo statunitense, professore alla Stanford University.

## Biografia
Si laureò in psicologia cognitiva nel 1975. Oggi è noto il suo lavoro riguardante il trattamento parallelamente distribuito, applicato ai modelli di connessionismo o neural networks per spiegare il fenomeno cognitivo come il riconoscimento delle parole scritte e orali. McClelland è anche considerato uno sviluppatore della “rivoluzione connettiva” del 1980. Nel 1986, pubblicò Parallel distributed processing: Explorations in the microstructure of cognition con David Rumelhart, uno dei testi più importanti per gli scienziati cognitivisti. È anche il presidente della commissione Rumelhart Prize, avendo collaborato con Rumelhart per molti anni. Nell'autunno 2006 si trasferì alla Stanford University dalla Carnegie Mellon University, dove fu professore di psicologia e neuroscienze cognitive.